# Bataille de Bentiu
Guerre civile sud-soudanaise
Batailles
- 1re Djouba
- Bor (en)
- Malakal
- Leer
- Bentiu
- Renk
- 2e Djouba

La bataille de Bentiu a lieu lors du guerre civile sud-soudanaise.

## Déroulement
Le 14 avril 2014, les rebelles partisans de Riek Machar, attaquent la ville pétrolière de Bentiu. L'objectif des rebelles, menés par les généraux Peter Gadet et James Koang Chol, est de couper la production pétrolière de la ville à afin d'affaiblir le budget du président Salva Kiir. Les rebelles ont l'avantage et s'emparent de la ville.

## Massacres après la prise de la ville
Après leur victoire, les rebelles partisans de Riek Machar commettent des massacres contre les civils. À l'hôpital de Bentiu, des hommes, des femmes et des enfants de la communauté nuer sont tués pour avoir refusé de sortir acclamer les rebelles lors de leur entrée dans la ville. Les personnes originaires du Darfour sont également massacrées par les rebelles,,. 
Des combattants se rendent également à la mosquée de Kali-Ballee où des civils avaient trouvé refuge. Ces derniers sont séparés selon leur nationalité ou leur groupe ethnique, certains sont escortés en lieu sûr, mais les autres sont massacrés. Le même scénario a lieu ensuite à l'église catholique, où d'autres civils avaient trouvé refuge.
Selon un rapport de la Mission des Nations unies au Soudan du Sud (Minuss), des centaines de civils ont été massacrés, plus de 200 ont été tués et 400 blessés rien qu'à la mosquée de Kali-Ballee,.

## Camp de réfugiés
Bentiu est devenu, à la suite du massacre de 2014, un camp de réfugié qui accueille aujourd'hui 120 000 déplacés, et qui est sous la protection de soldats des Nations unies. Les cas de malnutrition y sont nombreux, en effet, la famine y a été déclarée. 60% des personnes de ce camp sont mineurs. Il s'agit de tous les enfants et adolescents ayant échappé aux attaques de leurs villages.  